# Maesa cauliflora
Maesa cauliflora är en viveväxtart som beskrevs av Kanehira och Hatusima. Maesa cauliflora ingår i släktet Maesa och familjen viveväxter. Inga underarter finns listade i Catalogue of Life.